# Werner Munter
Werner Munter (* 1941 in Lohnstorf) ist ein Schweizer Bergführer und Lawinenexperte. Aufgrund seiner Verdienste in der Lawinenforschung wird er zuweilen auch als Lawinenpapst bezeichnet.

## Leben
Munter, der in Vernamiège bei Sion lebt, trug zur Verbreitung der Halbmastwurfsicherung ausserhalb Europas bei, weswegen der zugehörige Halbmastwurf-Knoten im Englischen Munter hitch heisst. Häufig wird deshalb irrtümlich angenommen, er wäre der Erfinder dieser Sicherungstechnik.
Daneben erfand er die Munterbremse, einen Vorläufer des Abseilachters.

Bekannt wurde Munter insbesondere in den 1990er-Jahren durch seine Veröffentlichungen zur Lawinenkunde, die einen Paradigmenwechsel in der praktischen Lawinenbeurteilung einleiteten. Die sogenannte Formel 3×3 sowie die elementare Reduktionsmethode sind probabilistische Entscheidungsstrategien für Winter- und insbesondere Skibergsteiger zur Einschätzung des Risikos eines Lawinenabgangs in ungesichertem alpinen Gelände. Munter hat mit seinen Veröffentlichungen eine intensive Diskussion in Bergsteiger- und Bergführerkreisen ausgelöst. Inzwischen werden seine Formel 3×3 und seine Reduktionsmethode, bzw. ähnliche Entscheidungsstrategien wie die grafische Reduktionsmethode, die SnowCard oder die Stop or Go Card von den Alpenvereinen propagiert. Munter bezweifelt, dass Tourengeher alleine durch das Tragen von Lawinenairbag, Lawinenverschüttetensuchgerät oder Sporthelm sicherer im Gelände unterwegs sind.

„Die Leute möchten hundertprozentige Sicherheit und meinen, man könne sie kaufen.“

## Ehrungen
1995 wurde er für seine Verdienste zum Ehrenbergführer des Schweizer Bergführerverbandes ernannt.
1997 erhielt er den Eybl-Sicherheitspreis.

## Werke
- Lawinenkunde für Skifahrer und Bergsteiger – ISBN 3-444-50158-7
- 3×3 Lawinen – ISBN 3-76332-060-1
- Berner Alpen – ISBN 3-76332-415-1
- Bergsteigen I Bergwandern und Felsklettern – ISBN 3-44450-161-7
- Bergsteigen II Hochgebirgsklettern und Tourenskilauf – ISBN 3-44450-167-6